# Hans Jensen Svaning
Hans Jensen Svaning (28. maj 1600 – 27. september 1676) var en dansk sognepræst og historiker.
Svaning blev født i Ribe. Hans fader var rådmand Jens Laugesen, og moderen, Dorothea, var en datter af historieskriveren Hans Svaning, hvis navn dattersønnen fik. På dansk
kaldte denne sig stadig Svane ligesom hans bekendte fætter ærkebiskop Hans Hansen Svane, men det er dog blevet skik at kalde ham "den yngre Svaning" til adskillelse fra morfaderen.
Efter skolegang i Ribe, Sorø og Lund blev Svaning student 1620. Siden rejste han udenlands i en række år (1624-1630), til dels med understøttelse af Kirsten Munk, besøgte universiteterne i Wittenberg, Jena, Altorf og Basel og gjorde mange lærde bekendtskaber. Kort efter sin hjemkomst tog han 1630 magistergraden i København og blev samme år rektor ved Sorø Skole. 1635 blev han kaldet til sognepræst i Besser og Onsbjerg på Samsø, hvortil der hørte en herregårds jorder, Bisgård, de gamle århusbispers residens på øen. 31. juli 1636 ægtede Svaning sin forgængers, magister Elias Eisenbergs, enke, Anne Jensdatter, en borgmesterdatter fra Holbæk, ved hvilket ægteskab han blev stedfader til sin vens, professor Stephen Hansen Stephanius', hustru, Thale Eisenberg. Tillige blev han provst på Samsø og døde i denne stilling 27. september 1676.

## Svaning som historiker
Svaning var en velstuderet mand og skrev en flydende latinsk stil, som hans talrige efterladte breve viser. Tillige havde han arvet morfaderens kærlighed til historien, hvilket han lagde for dagen ved flere skrifter, såsom Colossus Nebucadnetzaris magni, hoc est de IV monarchiis libri XXV (1634), Chronologia Danica (1650), Aureum chronologorum horologium (1671) og Diarium Danicum, Tidstavle, udi hvilken findes antegnet, hvad udi Kongeriget Danmark sig haver tildraget i mere end 600 Aars Tid. Det sidste skrift blev ikke trykt, derimod udgav professor Søren Lintrup 1710 et andet håndskrift af Svaning, nemlig L. A. Senecæ Theologia naturalis contemplativa, in locos communes digesta. Da Svanings ven Stephanius døde 1650, inden han havde fået sin Christian 3.s historie fuldt udgivet, sørgede Svaning for udgivelsen og forsynede værket med en fortale.
Blandt de ovennævnte skrifter er Chronologia Danica af størst betydning. Ganske vist er den første del af værket nu værdiløs, da Svaning ikke havde kritik nok til at skønne, at de gotlandske fabler og Claus Christoffersen Lyschanders derpå byggede beregninger kun er luftige hypoteser, men resten af værket er et for sin tid respektabelt forsøg i den historiske kronologi, og efter at bogen var udkommet, vedblev Svaning at samle supplementer til et nyt oplag, der dog ikke udkom; men antegnelserne findes i hans endnu bevarede håndeksemplar.

## Ekstern henvisning
- Biografi i Dansk biografisk leksikon 1. udgave